# Trichogramma manicobai
Trichogramma manicobai is een vliesvleugelig insect uit de familie Trichogrammatidae. De wetenschappelijke naam is voor het eerst geldig gepubliceerd in 1984 door Brun, Gomez de Moraes & Soares.